# Oroplexia
Oroplexia é um gênero de traça pertencente à família Arctiidae.